# Jati Mulyo (Padang Guci Hulu)
Jati Mulyo is een bestuurslaag in het regentschap Kaur van de provincie Bengkulu, Indonesië. Jati Mulyo telt 179 inwoners (volkstelling 2010).